# Cilazapryl
Cilazapryl (łac. Cilazaprilum) – organiczny związek chemiczny, lek z grupy inhibitorów konwertazy angiotensyny stosowany głównie w terapii nadciśnienia tętniczego. Jest prolekiem, jego aktywną formą jest cilazaprylat.

## Mechanizm działania
Cilazapryl powoduje zahamowanie działania konwertazy angiotensyny i w efekcie zmniejszenie stężenia angiotensyny II. Końcowym efektem jest spadek ciśnienia tętniczego.
Początek działania występuje po 1 h, utrzymuje się przez 24 h.  Szczyt działania przypada 3-7 h po podaniu.

## Wskazania
W Polsce lek jest zarejestrowany w terapii nadciśnienia tętniczego (w monoterapii lub w połączeniu z innymi lekami) oraz niewydolności serca.

## Dawkowanie
Lek stosuje się doustnie, niezależnie od posiłków, o tej samej porze. Dawka początkowa wynosi 0,25 mg/d (nadciśnienie naczyniowonerkowe), 0,5 mg/d (przewlekła niewydolność serca) lub 1 mg/d (nadciśnienie pierwotne). W razie potrzeby można zwiększać do 2,5 – 5 mg/d. U pacjentów z niewydolnością nerek dawkowanie modyfikuje się do klirensu kreatyniny.

## Preparaty
W Polsce lek występuje pod nazwami handlowymi Inhibace (Roche) i Cilan (Polfarmex) jako preparat prosty, lub Inhibace Plus (Roche) w połączeniu z hydrochlorotiazydem.